# Сражение при Фредериксберге
Сражение при Фредериксберге (англ. Battle of Fredericksburg) — сражение Гражданской войны в США, произошло 11—15 декабря 1862 года у города Фредериксберг (Виргиния) между армией Конфедерации под ком. Роберта Ли и Потомакской армией под ком. Эмброуза Бернсайда. Армия Союза понесла колоссальные потери во время бесполезных фронтальных атак 13 декабря на высоты Мари, в результате чего было прекращено наступление на Ричмонд.

## Предыстория
Генерал Джордж МакКлеллан сумел остановить наступление южан в сражении при Энтитеме, однако не сумел развить успех, и в начале ноября 1862 года был отправлен в отставку. На его место был назначен генерал Эмброуз Бернсайд. Он не пользовался авторитетом в армии и не обладал военными талантами, и до сих пор неизвестно, почему Линкольн доверил ему пост командующего армией. Бернсайд и сам не стремился на эту роль, но принял предложение, потому что иначе звание главнокомандующего досталось бы Джозефу Хукеру, которого Бернсайд не любил. 7 ноября Бернсайд принял командование армией.
10 ноября 1862 года Бернсайд представил свой план наступления. Он предлагал совершить отвлекающее наступление в сторону Калпепера, затем внезапно повернуть к Фредериксбергу, переправиться через реку Раппаханнок у Фредериксберга, отрезать армию Ли от Ричмонда и разгромить в сражении. 14 ноября Бернсайд получил согласие президента и сразу же выступил в поход. Уже 17 ноября его армия достигла Фалмута на восточном берегу Раппаханока, но тут произошла задержка, связанная с трудностями пересечения реки.
Генерал Ли находился в ставке I-го корпуса в Калпепере и упустил выдвижение армии Бернсайда — ещё 17 ноября он не знал о её появлении у Раппаханока. Однако Джеб Стюарт вскоре обнаружил северян, и генерал Ли срочно направил к Фредериксбергу генерала Лонгстрита, который прибыл на место 21 ноября. Бернсайд ещё готовил переправу через реку, хотя его план уже фактически провалился.
26 ноября Ли приказал генералу Джексону соединиться с 1-м корпусом. Джексон прибыл на позиции в ночь на 29 ноября и присоединился справа к корпусу Лонгстрита. Сам Джексон не одобрял выбранной позиции, предлагая отступить к реке Норт-Анна, однако руководство Конфедерации не разрешало пропускать врага вглубь территории.
Бернсайд предпринял попытку обойти позиции южан, переправившись через Раппаханок у Порт-Роял (в 20 км от Фалмута), но Ли опередил Бернсайда и отправил в Порт-Роял дивизию Дэниеля Хилла. Тогда Бернсайд решил атаковать прямо через Фредериксберг, объясняя это в рапорте так:
Я выяснил, что противник послал значительную часть своих сил вниз по реке и в другие места, тем самым ослабив себя с фронта; а также выяснил, что он не ожидает переправы всей нашей армии у Фредериксберга; и я надеялся, что стремительно бросив наши войска вперед в этом месте мы сможем отрезать силы противника ниже и выше по течению и на высотах за городом, и в этом случае сможем сражаться с большими преимуществами на нашей стороне.
На заседании военного совета Бернсайд, несмотря на возражения генералов, приказал организовать фронтальную атаку на высоты Мари, против корпуса Лонгстрита.

## Силы сторон

### Федеральная армия

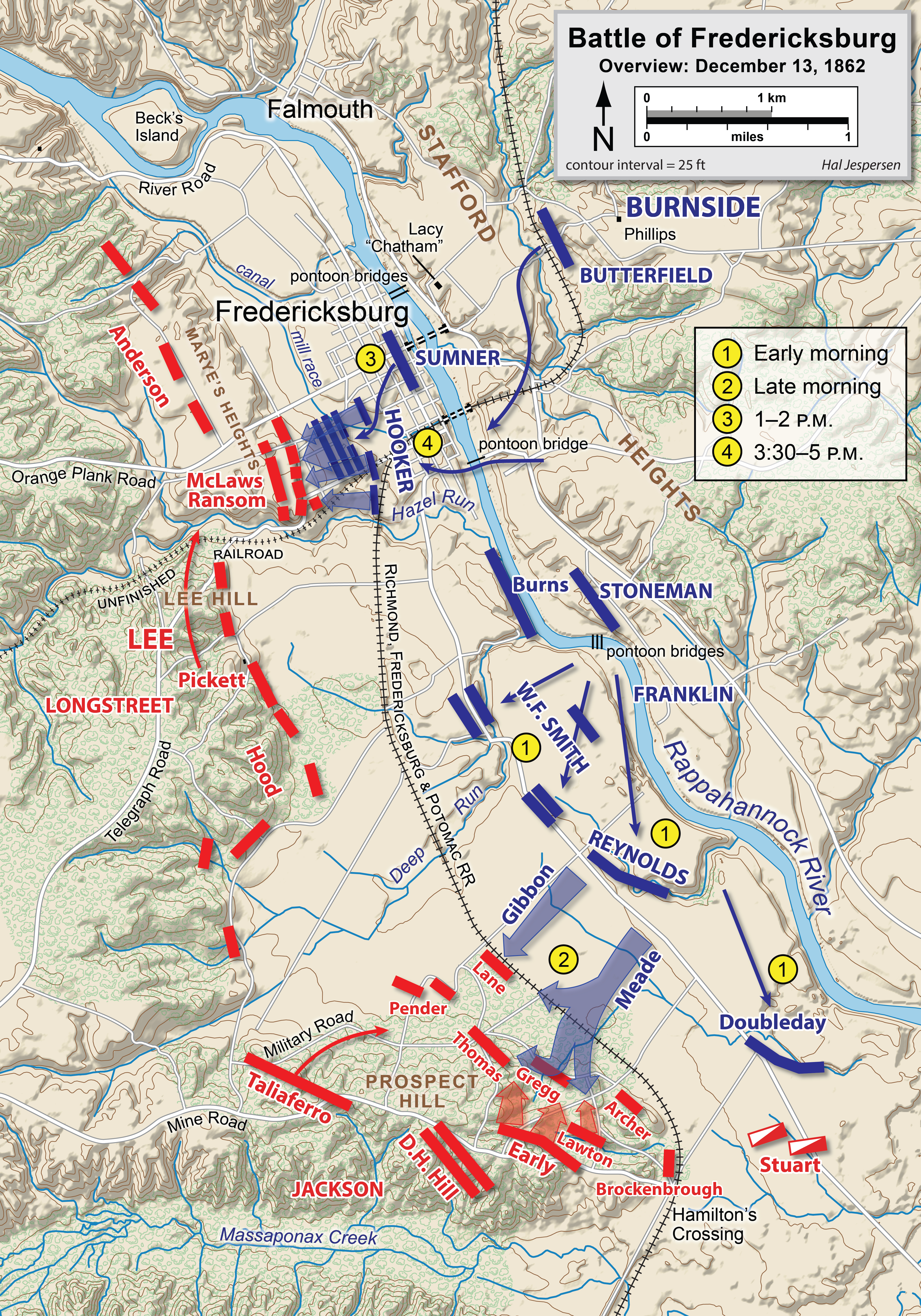
Фредериксберг, 13 декабря 1862

Бернсайд сгруппировал свою Потомакскую армию в три так называемые гранд-дивизии, общей численностью 120 000 человек, из которых 114 000 были привлечены к предстоящему сражению.
- Правая гранд-дивизия, под командованием генерал-майора Эдвина Самнера, состояла из II корпуса (ген-майор Дариус Коуч): дивизии Уинфилда Хэнкока, Оливера Ховарда и Уильяма Френча; и IX корпуса (бригадный генерал Орландо Уилкокс): дивизии Уильяма Бёрнса, Сэмюэля Стёрджиса и Джорджа Гетти. Им была придана кавалерийская дивизия генерала Альфреда Плезантона.
- Центральная гранд-дивизия, под командованием генерал-майора Джозефа Хукера состояла из III корпуса (бригадный генерал Джордж Стоунман): дивизии Дэвида Бирни, Дэниеля Сиклса и Амиэля Уиппла; и V корпус (бригадный генерал Дэниель Баттерфилд): дивизии Чарльза Гриффина, Джорджа Сайкса и Эндрю Хэмфриса. Им была придана кавалерийская бригада под командованием Уильяма Эверелла.
- Левая гранд-дивизия, под командованием генерал-майора Уильяма Франклина, состояла из I корпуса (генерал-майор Джон Рейнольдс): дивизии Абнера Даблдея, Джона Гиббона и Джорджа Мида; и VI корпуса (генерал-майор Уильям Смит): дивизии Уильяма Брукса, Эльбиона Хау и Джона Ньютона. Им была придана кавалерийская бригада под командованием Джорджа Баярда.
- XI корпус ген-майора Франца Зигеля был оставлен в резерве. XII корпус ген-майора Генри Слокама находился в Хаперс-Ферри все время сражения.

### Армия Конфедерации
Северовирджинская армия Роберта Ли насчитывала примерно 85 000 человек, из которых 72 500 были задействованы в сражении. Армия состояла из двух корпусов:
Первый корпус ген-лейтенанта Лонгстрита:
- Дивизия Лафайета Мак-Лоуза: бригады Джозефа Кершоу, Уильяма Барксдейла, Томаса Кобба, Пола Семмса и 4 батареи Генри Кэбелла.
- Дивизия Ричарда Андерсона: бригады Кадмуса Уилкокса, Уильяма Махоуна, Уинфилда Фетерстона, Эмброуза Райта и Эдварда Перри.
- Дивизия Джорджа Пикетта: бригады Ричарда Гарнетта, Льюиса Армистеда, Джеймса Кемпера, Мики Дженкинса и Монтгомери Корсе.
- Дивизия Джона Худа: бригады Эвандера Лоу, Джерома Робертсона, Джорджа Андерсона и Генри Беннинга.
- Дивизия Роберта Рэнсома: бригада Роберта Рэнсома и Джона Кука.

Второй корпус Джексона «Каменная стена»:
- дивизия Дэниеля Хилла: бригады Роберта Роудса, Джорджа Долса, Альфреда Колкитта, Альфреда Иверсона и Брайана Граймса.
- дивизия Эмброуза Хилла: бригады Джона Брокенбро, Макси Грегга, Эдварда Томаса, Джеймса Лэйна, Джеймса Арчера и Уильяма Пендера.
- дивизия Джубала Эрли:
- дивизия Уильяма Тальяферро.

Артиллерийский резерв под ком. бриг.генерала Уильяма Пендлетона.
Кавалерию Джеба Стюарта.

## Выдвижение федеральной армии
Поскольку федеральная артиллерия на Стаффордских высотах простреливала весь южный берег реки, у армии Конфедерации не было возможности серьёзно помешать переправе противника, но миссисипские стрелки бригады Барксдейла засели в каменных зданиях на берегу и вырыли себе стрелковые ячейки, которые позволяли держать реку под обстрелом. Когда утром 11 декабря федеральные инженеры начали наводить мост, миссисипцы позволили построить две трети моста, после чего одним залпом разогнали строителей. Федеральная артиллерия провела часовую бомбардировку их позиции, после чего инженеры вернулись к работе, но снова попали под винтовочный обстрел. Командир 17-го Миссисипского полка утверждал, что северяне девять раз пытались возобновить работы, но всякий раз из попытки срывались.
Для прикрытия инженеров были выделены два полка дивизии Хэнкока: 57-й Нью-Йоркский и 66-й Нью-Йоркский, но они не смогли помочь и сами понесли большие потери. Смертельное ранение получил подполковник 66-го, Джеймс Булл, и тяжёлое ранение подполковник 57-го, Чэпмен. Артиллерийский обстрел был повторён, но и на этот раз он не помог. Только после этого было решено сделать то, что надлежало сделать (по словам Фрэнсиса Уокера) с самого начала: полковник Норман Холл, посовещавшись с Генри Хантом (шефом артиллерии) и полковником Вудбери (главным инженером), вызвался перейти реку и захватить участок берега. Добровольцами вызвались 7-й Мичиганский и 19-й Массачусетские полки. Под прикрытием огня артиллерии подполковник Генри Бакстер погрузил часть мичиганского полка на лодки. Под обстрелом противника они переправились чрез Раппаханок (Бакстер был ранен при этом), атаковали стрелков Барксдейла и отбросили их от берега, захватив в плен 30 человек. 19-й Массачусетский переправился следом и занял позицию правее мичиганского полка. Вся ближняя к реке улица была захвачена и инженеры возобновили работу.
Когда мост был достроен, 20-й Массачусетский получил приказ перейти реку, но по ошибке он тоже был переправлен на лодках. Поэтому первым по мосту перешёл 59-й Нью-Йоркский пехотный полк, затем 42-й Нью-Йоркский пехотный полк, и затем последний полк бригады Холла, 127-й Пенсильванский. Плацдарм был захвачен, но он находился под обстрелом с трёх сторон. Поэтому 20-й Массачусетский начал наступать, расширяя плацдарм, а бригада Оуэна, перейдя реку, выдвинулась левее бригады Холла и продвинулась вперёд до улицы Кэролайн-Стрит. Последней, уже в вечерней темноте, перешла реку бригада Альфреда Салли. Таким образом вся дивизия Оливера Ховарда перешла реку. Ниже по течению был наведён второй мост и по ней успела перейти бригада Раша Хоукинса из IX корпуса. Утром 12 декабря было приказано очистить от противника остальную часть Фредериксберга, но обнаружилось, что южане отступили к высотам Мари.

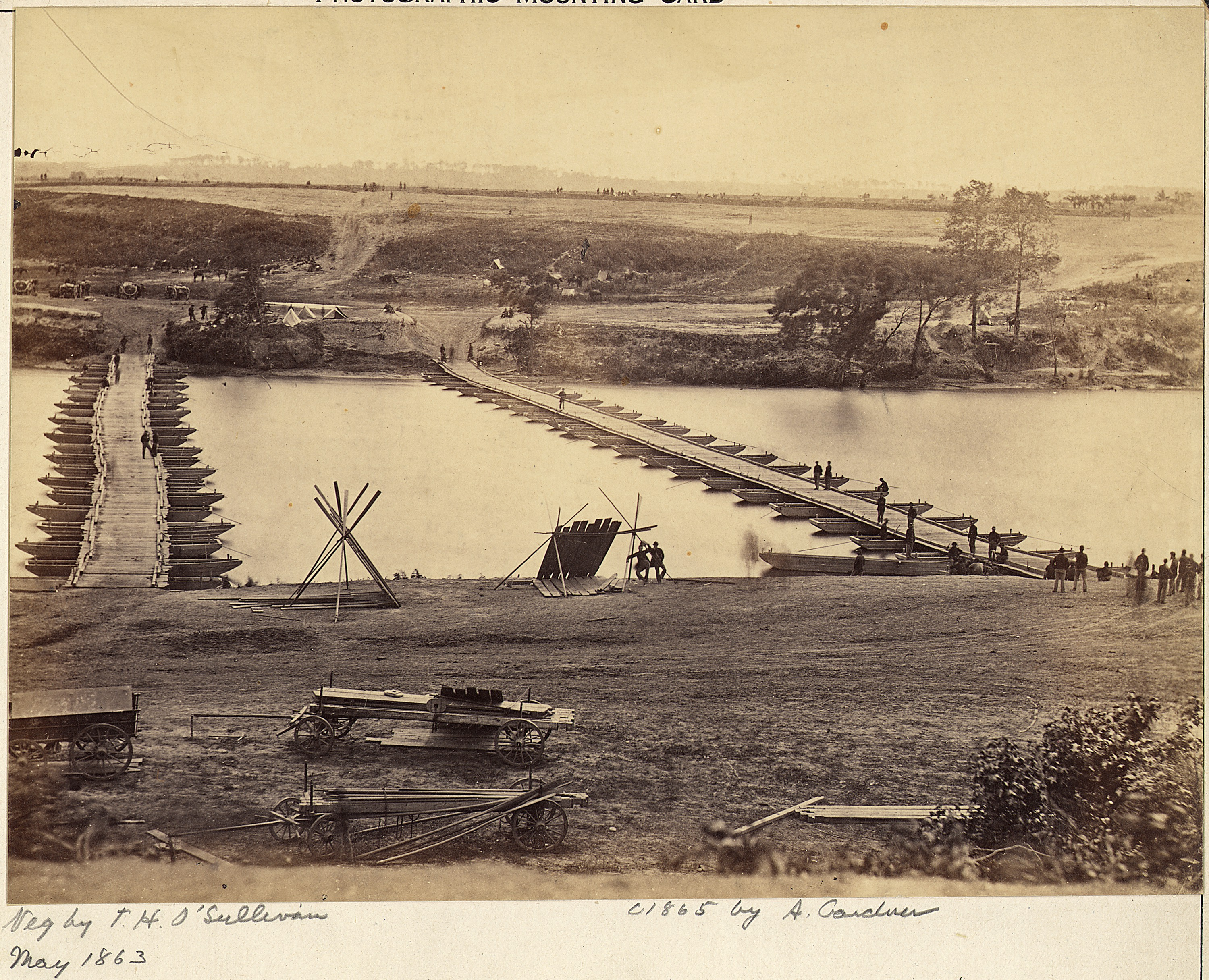
Переправа у Фредериксберга (вид с северного берега)
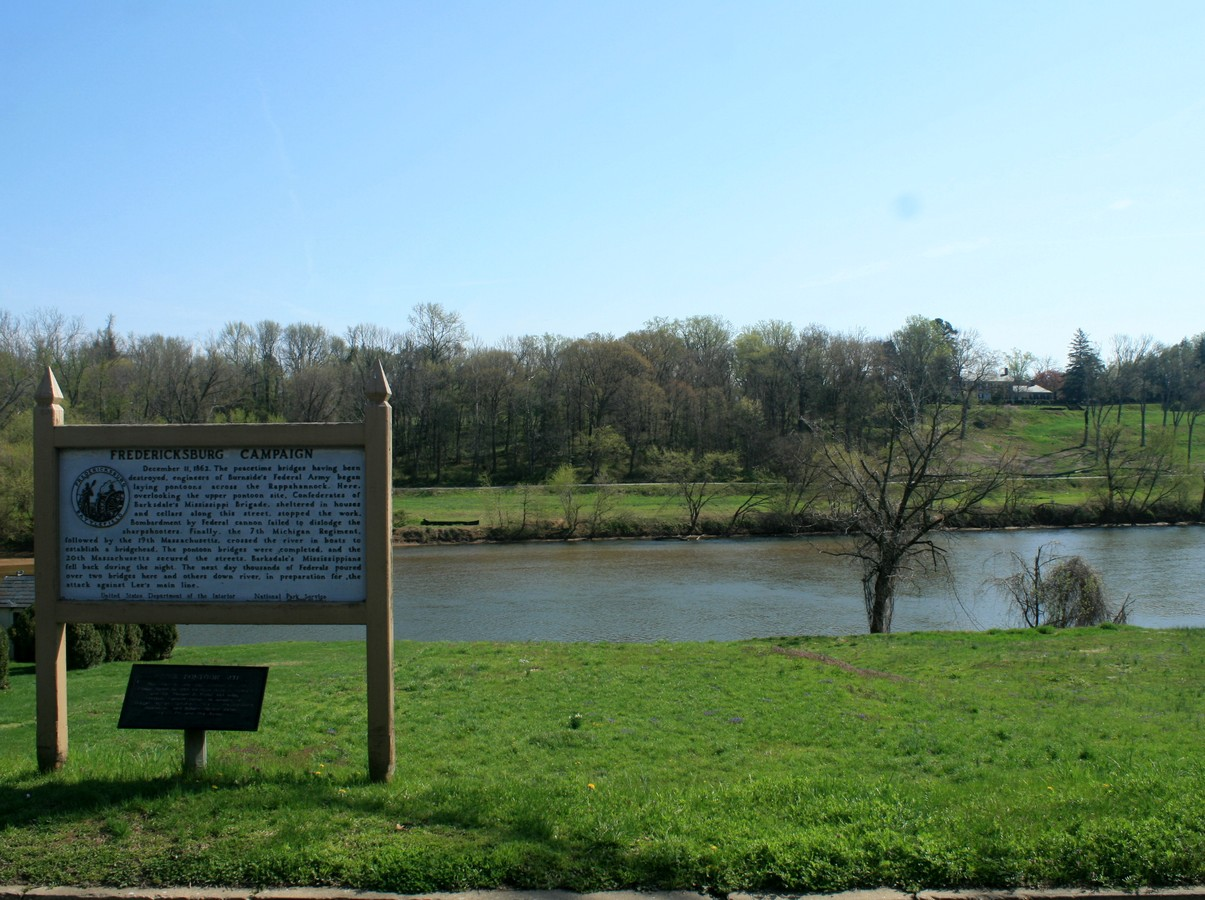
Место переправы в наше время (вид с южного берега)
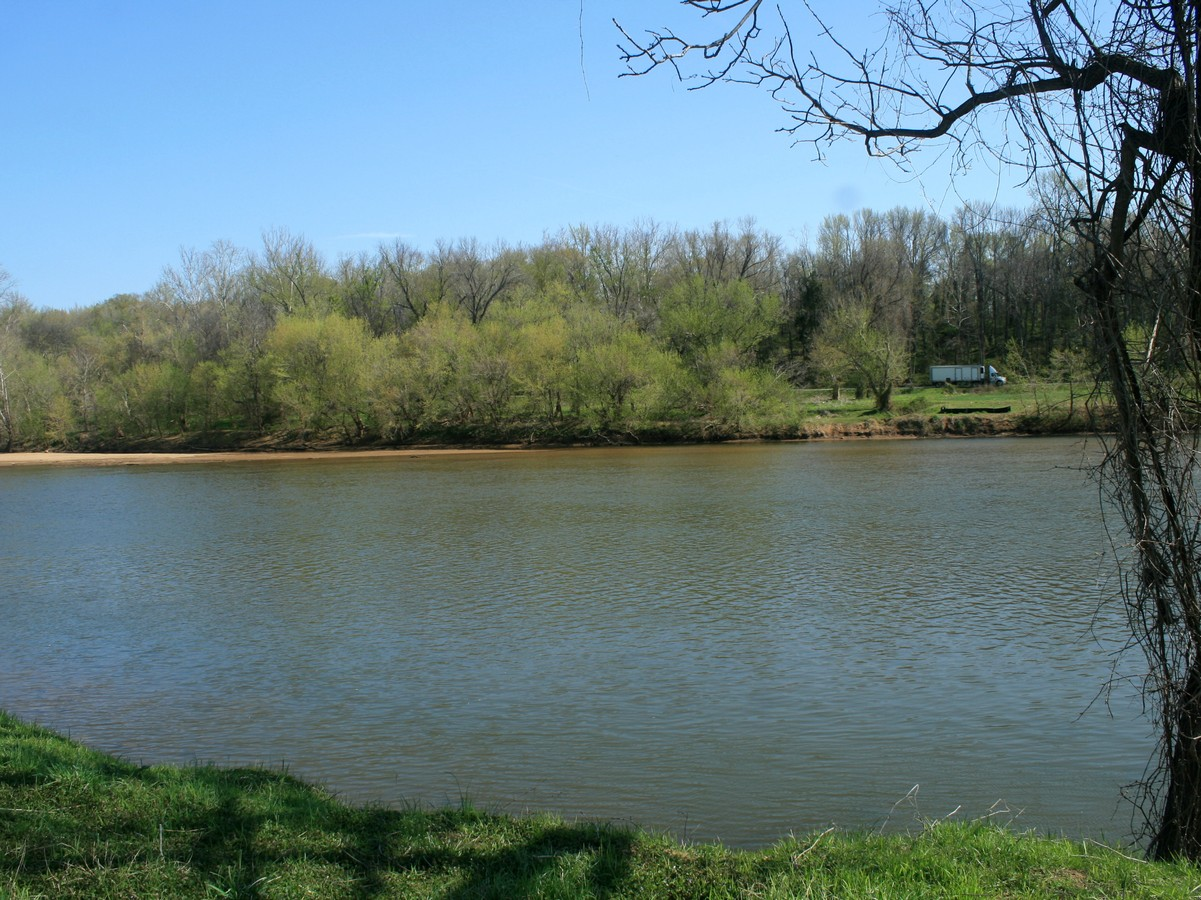
Раппаханок в наше время (вид с южного берега)
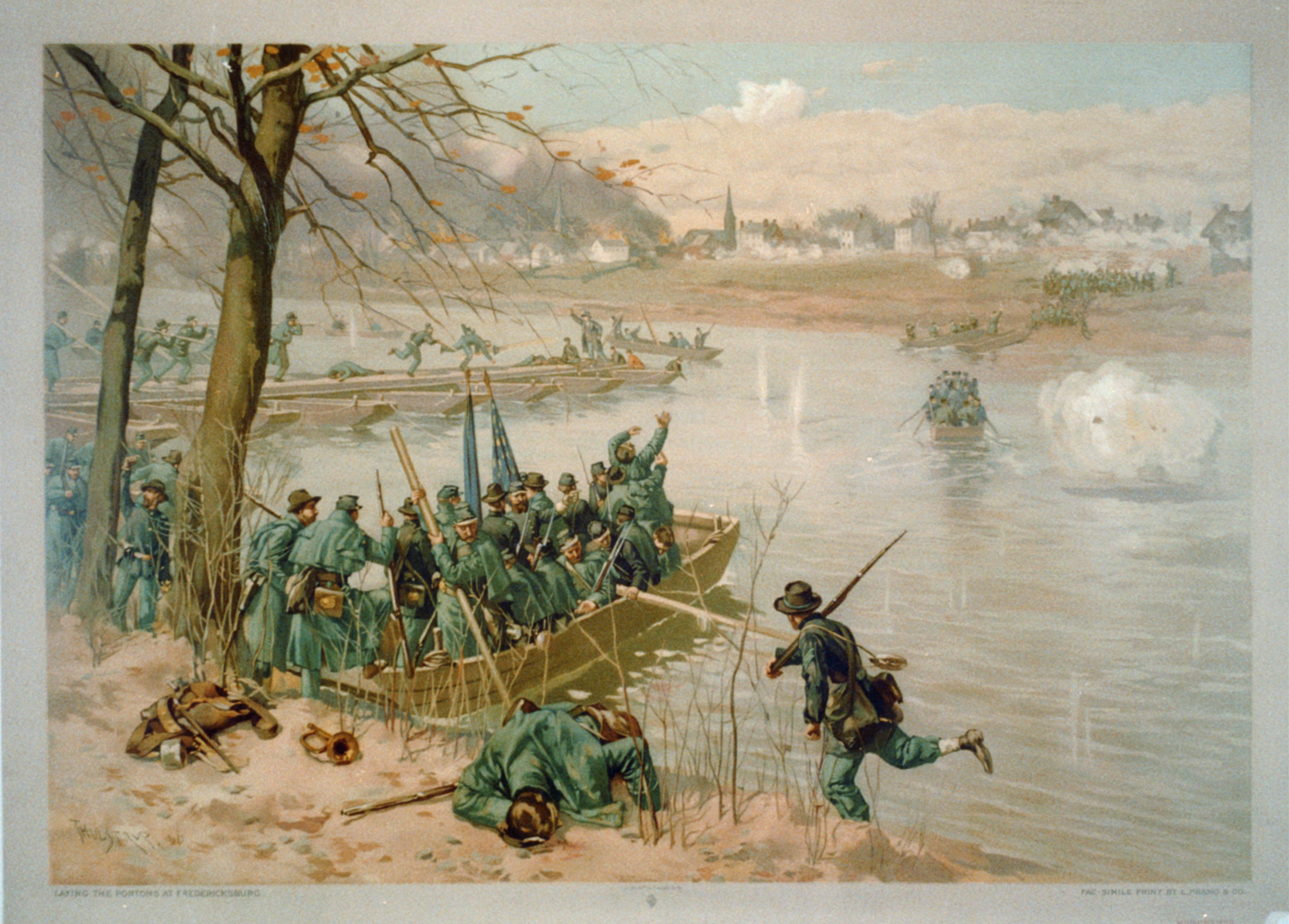
Переправа на картине Де Тюльструпа

## Каменная стена
На ход сражения оказала большое влияние Телеграфная дорога, которая проходила у подножия Высот Мари. Это был участок примерно 600 метров в длину, который шёл по выемке, а края выемки были усилены каменной стеной. Дорога имела ширину в 25 футов, а каменная стена имела 4 фута высоты. Её можно было бы превратить в серьёзное укрепление, но никто не обратил внимания на эту стену перед боем.
Ещё 10 декабря генерал Лонгстрит предложил использовать бригаду Барксдейла для того, чтобы тормозить наступление федеральной армии, и спросил Мак-Лоуза о наличии какой-нибудь промежуточной позиции между городом и высотами Мари. Мак-Лоуз указал на Телеграфную дорогу. Поэтому, когда вечером 11 декабря люди Барксдейла отступили из Фредериксберга, они заняли позицию за каменной стеной на Телеграфной дороге. Ночью бригаду Барксдейла сменила бригада Томаса Кобба.
Таким образом, к началу сражения 12 декабря только 6 бригад Северовирджинской армии имели какие-то земляные укрепления и бригада Кобба на Телеграфной дороге была одной из них.

## Сражение

### Атака Франклина
В 8:00 генерал Франклин получил от Бернсайда приказ послать в атаку дивизию. Франклин решил, что от него требуется провести демонстрацию и отправил в атаку дивизию Мида, которую должны были поддержать с флангов дивизии Гиббона и Даблдея (всего 16 000 человек). В 10:00 дивизия Мида начала наступление. В 11:00 два орудия под ком. майора Джона Пелхема открыли по ним огонь и вынудили остановиться. Пэлхем сумел задержать дивизию Мида почти на час.
Мид возобновил наступление, но его дивизия вновь попала под артиллерийский обстрел. Почти два часа длилась перестрелка, после чего Мид бросил свою дивизию в атаку на дивизию Эмброуза Хилла и сумел рассеять переднюю линию обороны южан. Они вышли ко второй линии — бригаде Макси Грэгга, и отбросили её назад. Генерал Грегг в перестрелке получил пулю в позвоночник, и умер через два дня. Линия обороны дивизии Хилла была разорвана надвое. Однако, дивизия Мида пришла в расстройство, подкрепления не подошли, а на помощь южанам прибыла дивизия Джубала Эрли. Дивизия Мида оказалась под огнём с трёх сторон и начала отступать.
Атака северян была отбита, они потеряли 4800 человек убитыми и ранеными. Южане в этом бою потеряли 3400 убитыми и ранеными.

### Атака Самнера

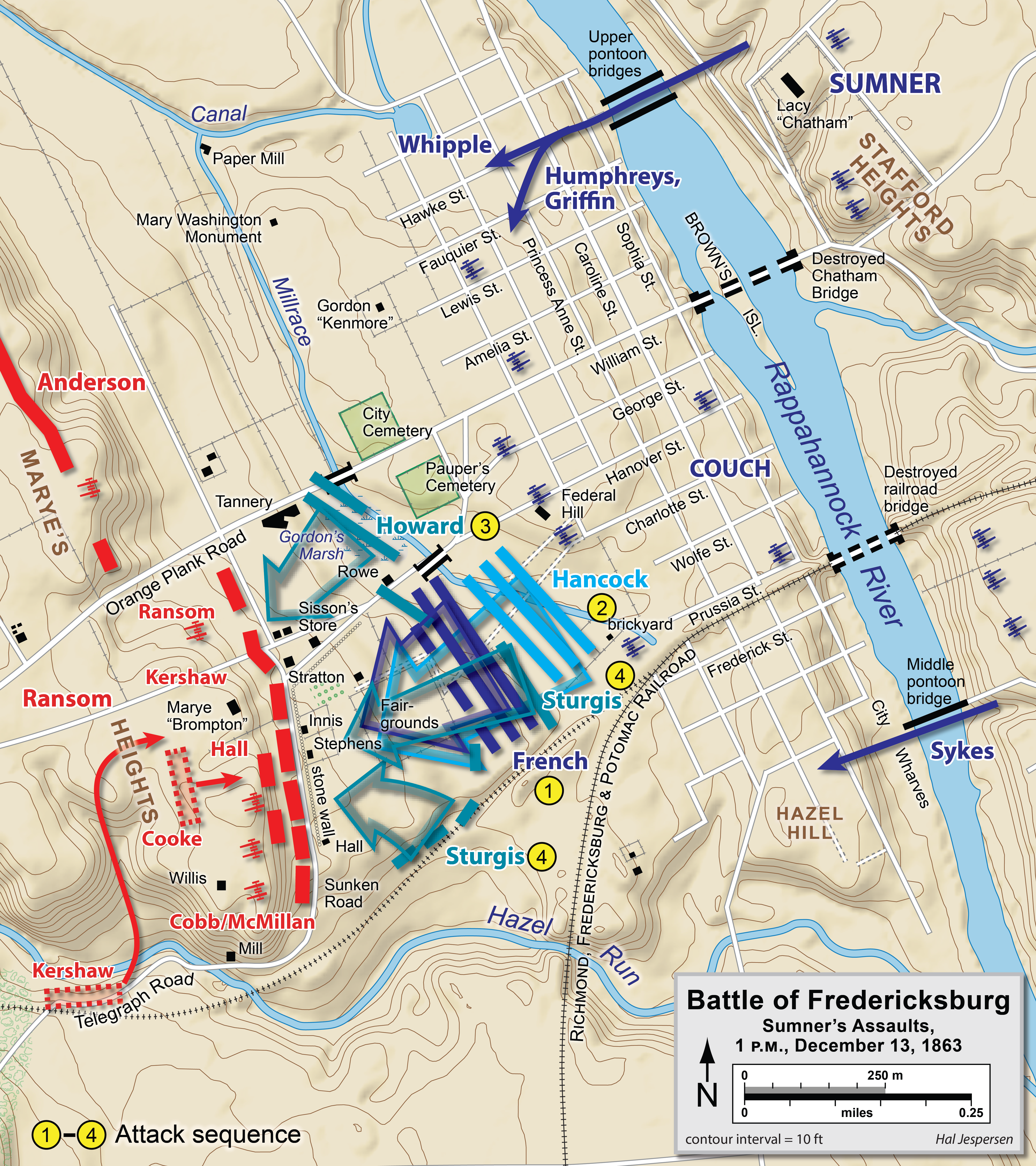
Атака Самнера, 13:00, 13 декабря 1862

На правом фланге северян Бернсайд приказал гранд-дивизии генерала Самнера начать наступление на высоты Мари, и в полдень дивизия Френча (из 2-го корпуса) начала построение. Дивизии предстояло атаковать укрепленные позиции генерала Лонгстрита, перед которыми в виде передового форпоста находилась каменная стена. Лонгстрит выдвинул к стене бригаду Кобба из дивизии Мак-Лоуза, всего 2500 человек.
Дивизия Френча вышла из города в двух колоннах, перешла дренажный канал и развернулась в три линии: первой шла бригада Кимбэлла, за ней бригады Эндрюза и Палмера. Они наступали по открытой местности под артиллерийским обстрелом, а затем под винтовочным огнём с высот Мари. Бригада Натана Кимбалла смогла приблизиться к стене на 120 ярдов, после чего отступила; бригада Эндрюза продержалась у стены всего несколько минут и отступила, потеряв половину личного состава, бригада Палмера так же отошла с большими потерями. Дивизия Френча потеряла почти треть своего состава. Потери южан были незначительны, но примерно на 15-й минуте сражений был тяжело ранен генерал Кобб, и командование принял командир 24-го джорджианского полка, полковник Роберт Макмиллан.
На смену Френчу пришла дивизия Хенкока. Она так же наступала тремя бригадами: бригада Зука была отброшена сразу, но идущая за ней ирландская бригада Мигера сумела подойти к стене на 50 ярдов, где была остановлена. По ту сторону стены им противостоял 24-й Джорджианский полк, состоящий так же из ирландцев. Бригада Мигера отступила в порядке, потеряв в этой атаке половину личного состава. Третья бригада генерала Колдвелла атаковала южан с левого фланга, но не добилась успеха. В целом дивизия Хенкока потеряла 2100 человек (42 %).
Третьей пошла в атаку дивизия Оливера Ховарда. Она довольно быстро повернула назад, и её потери оказались сравнительно невелики.
В рапорте Самнер писал:
Эти три дивизии потеряли много храбрых солдат и офицеров во время неоднократных и безрезультатных попыток захватить сильные естественные позиции, сделанные ещё более сильными неустанным трудом многих недель, которые удерживались крупными силами противника, который сражался в укрытиях, при поддержке ужасающего огня артиллерии, и таковы были свойства местности, что мы мало чем могли помочь нашими орудиями.
Не сумев добиться успеха силами II-го корпуса, Самнер ввел в бой IX-й корпус. Дивизия Стёрджиса предприняла попытку обхода каменной стены справа, но была отбита. Эта неудача совпала с отступлением дивизии Мида на левом фланге, и в бою образовалось небольшое затишье.
Между тем генерал Ли выразил опасение, что северяне смогут прорвать линию Кобба.

-Генерал, — ответил Лонгстрит, — если вы соберете на этом поле всех федеральных солдат, которые находятся сейчас по ту сторону Потомака, и направите их на мою линию, обеспечив меня при этом достаточным количеством боеприпасов, я перебью их всех прежде, чем они смогут до меня добраться. Взгляните лучше на ваш правый фланг. Там вам, возможно, и угрожает опасность. Но здесь все в порядке.

Все же Ли отправил на помощь Коббу бригаду Кершоу и два полка бригады Рэнсома. В этот момент Кобб был ранен в ногу и покинул поле боя, передав командование Кершоу. Через несколько минут Кобб умер от потери крови.

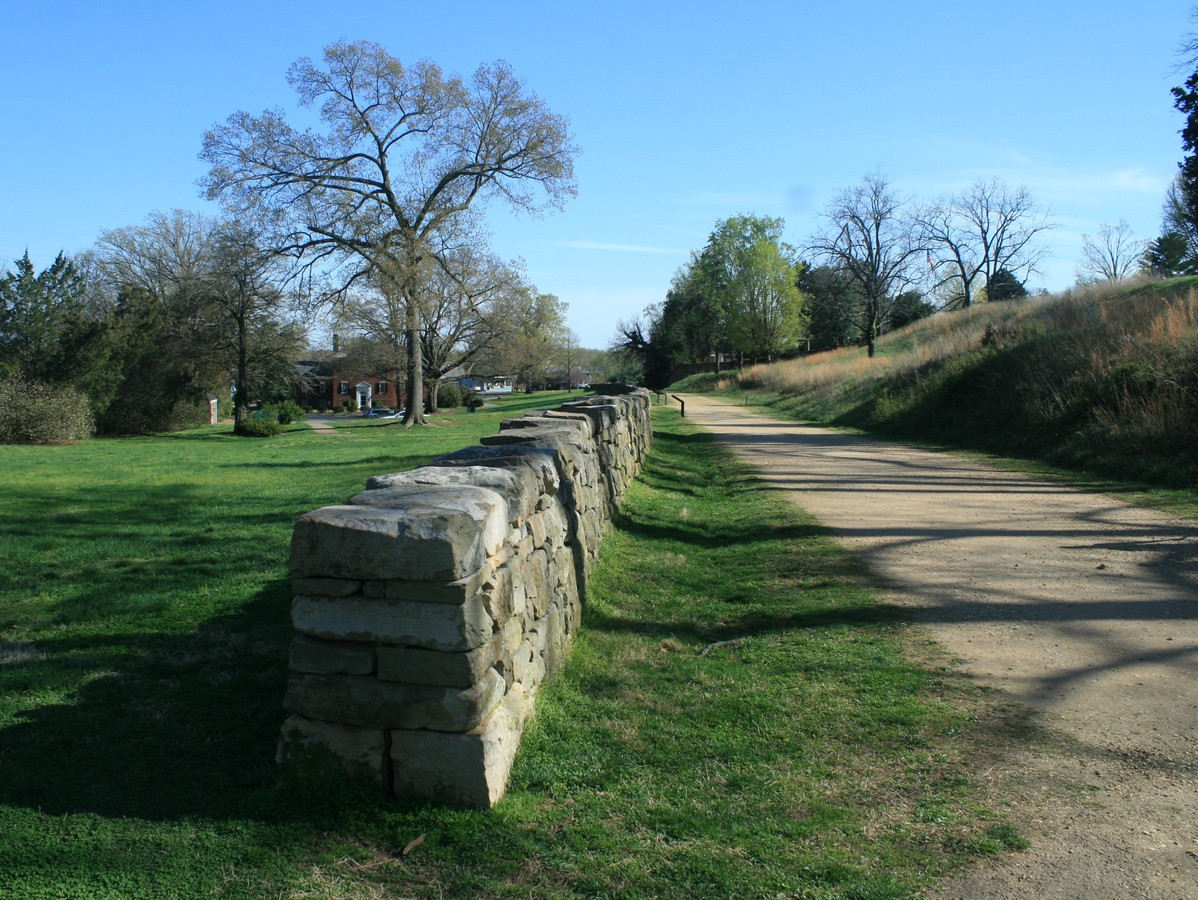
Каменная стена
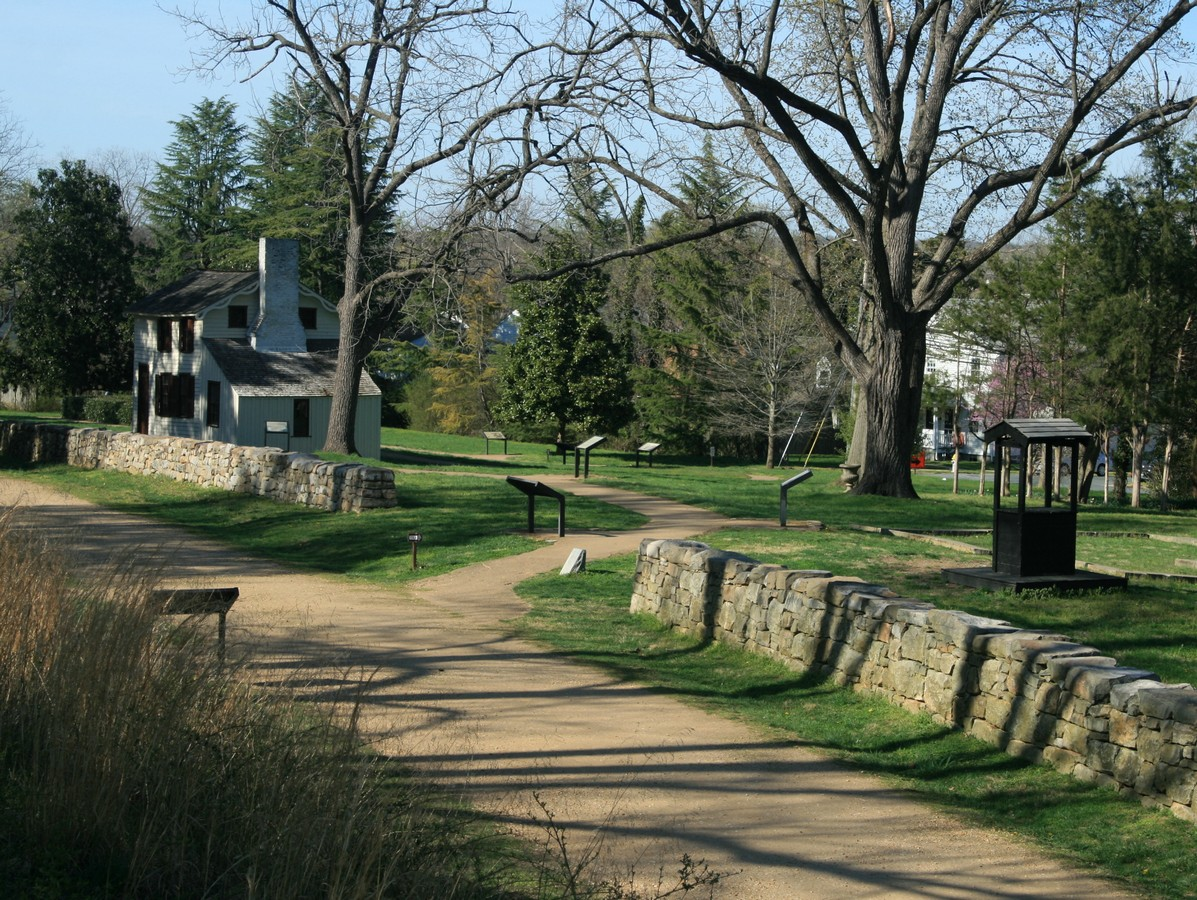
Каменная стена и дом Инниса
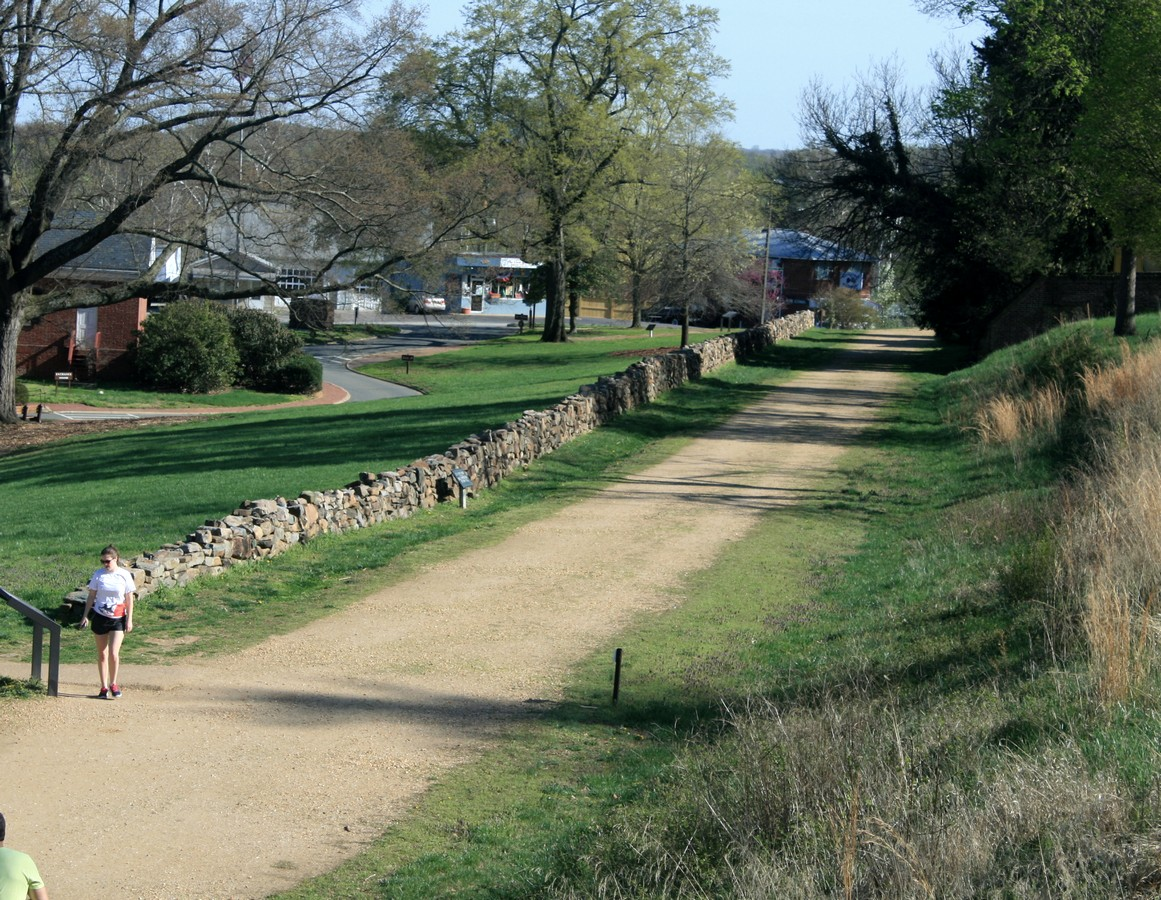
Каменная стена, восточная часть.
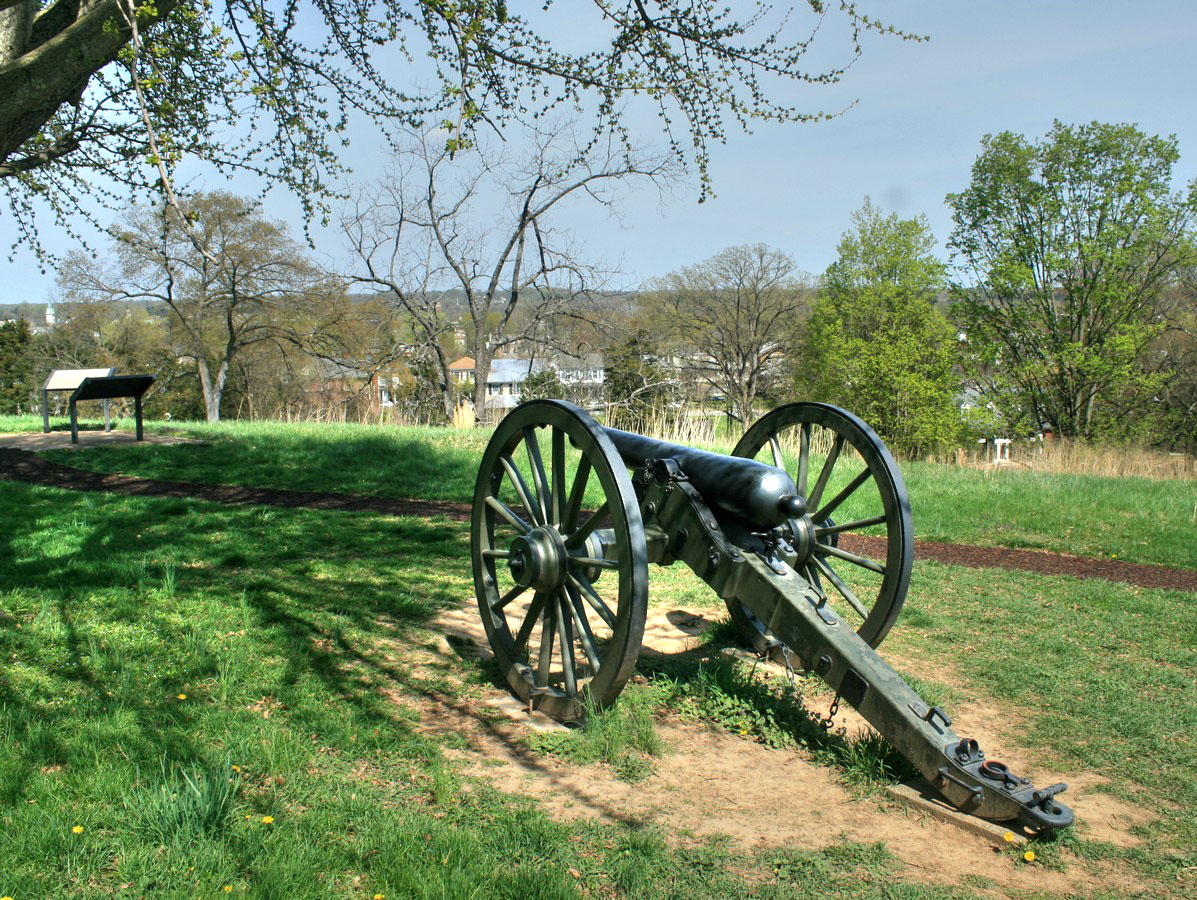
Артиллерия Лонгстрита на высотах Мари

### Атака Хукера

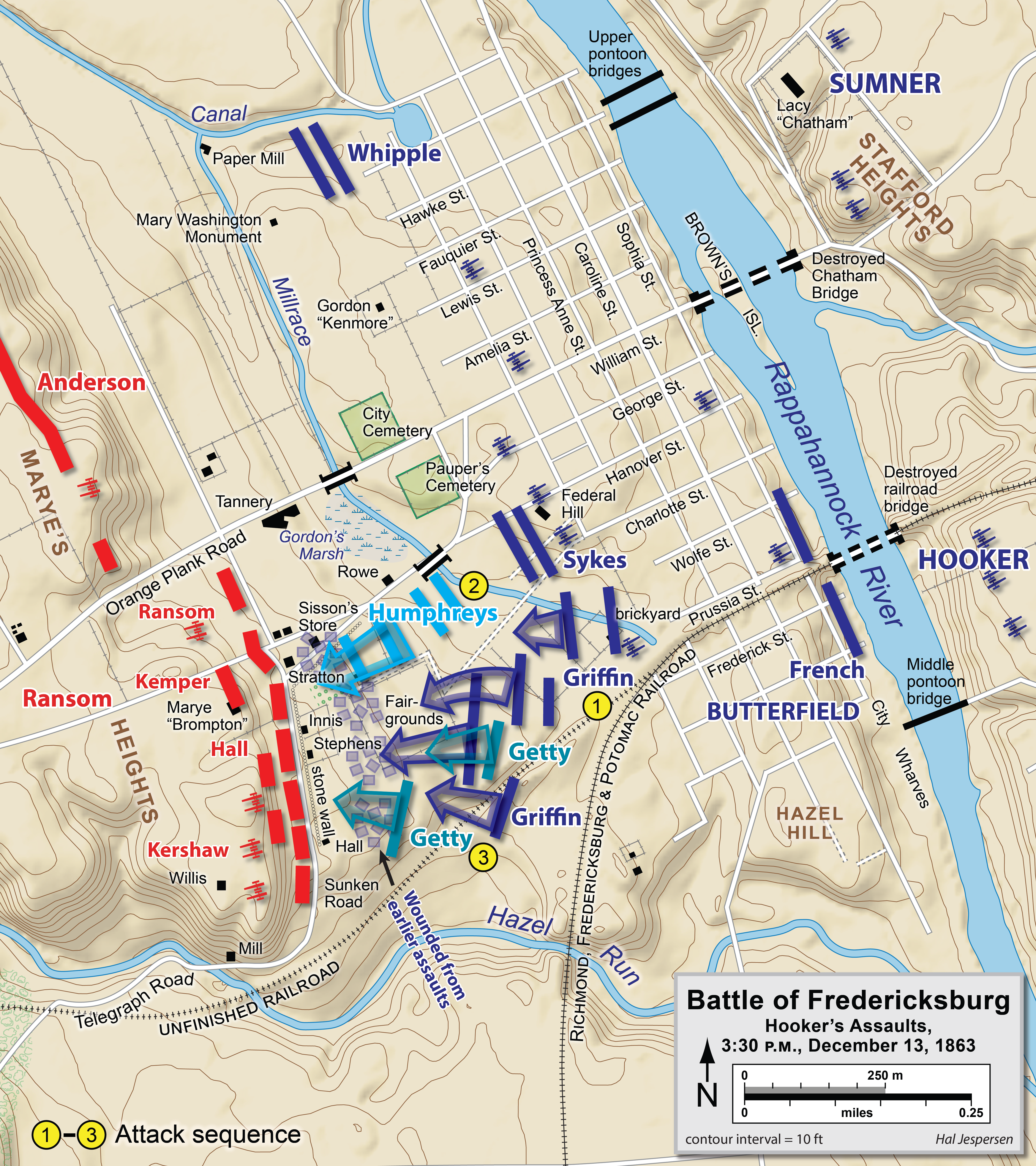
Атака Хукера, 15:30, 13 декабря 1862

После 15:00 Бернсайд решил возобновить атаки на обоих флангах. Он послал приказ Франклину атаковать правый фланг армии Конфедерации — но Франклин не стал выполнять этот приказ. Одновременно в атаку на высоты Мари была послана гранд-дивизия Джозефа Хукера. Хукер пытался отказаться, но Бернсайд настоял на своем решении. В атаку была послана дивизия Чарльза Гриффина, которая была разбита всего за несколько минут. Тогда было решено провести бомбардировку позиций южан у каменной стены. Вперед была выдвинута легкоартиллерийская батарея Хазарда, которая понесла большие потери, но не смогла существенно повредить каменную стену.
Следующей в атаку пошла дивизия Эндрю Хэмфриса. Хэмфрис решил провести классическую штыковую атаку (по примеру атаки Френча на Санкен-Роуд в бою на Энтитеме) и приказал дивизии идти в бой с незаряженными ружьями. Эта атака была отброшена винтовочным огнём, и Хэмфрис отступил, потеряв в атаке 1000 человек убитыми и ранеными.
В сумерках Хукер послал в наступление дивизию генерала Гетти, которая смогла близко подойти к позициям южан, но была отброшена, как и все предыдущие. После этого Хукер приказал прекратить бесполезные атаки.

## Последствия

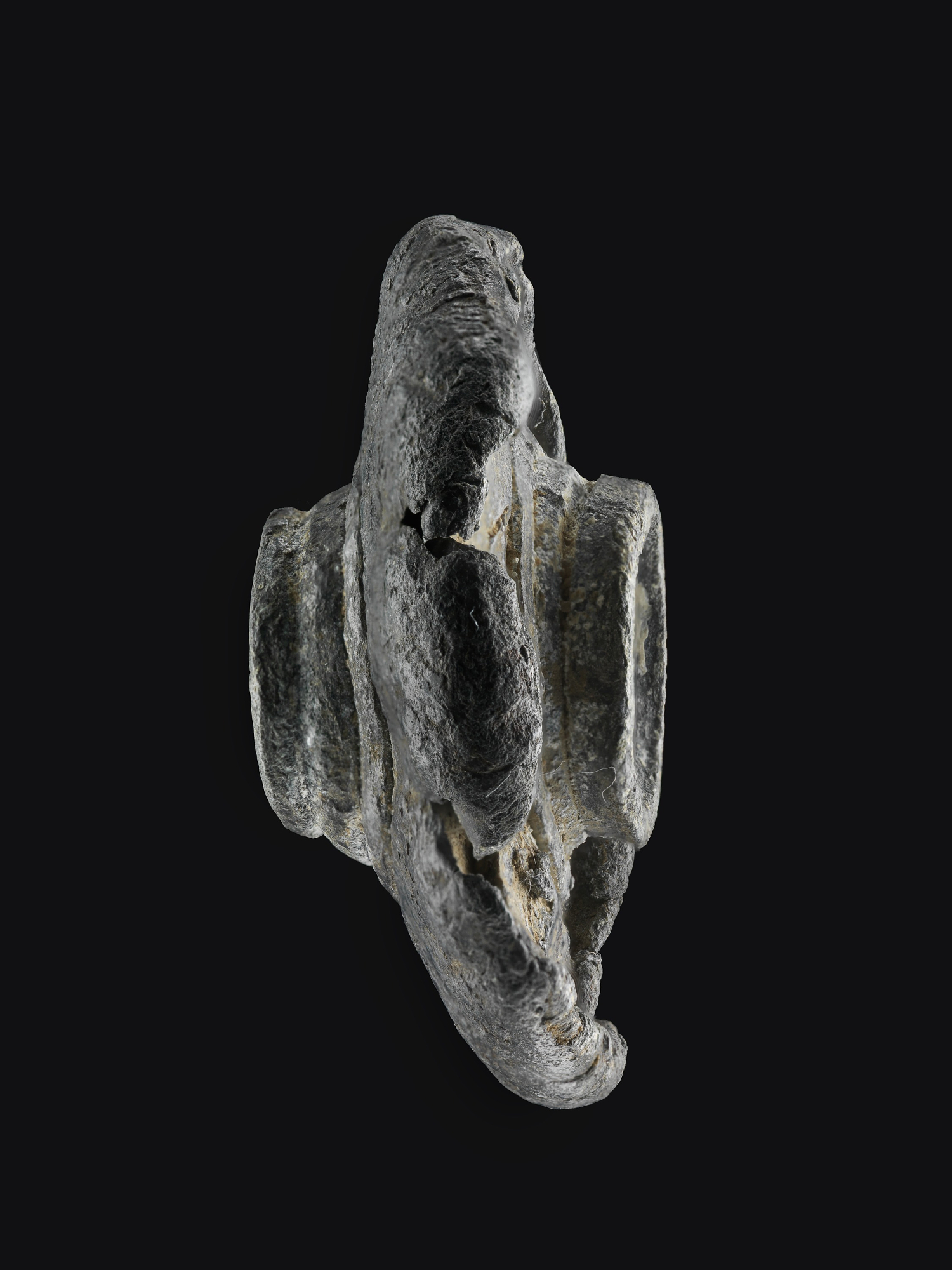
Две пули Минье, встретившиеся в полёте в ходе свирепой перестрелки

Федеральная армия в бесплодных атаках потеряла 12 653 человека: 1284 убитыми, 9600 ранеными и 1769 пленными и пропавшими без вести. Есть предположения, что реальные потери доходили до 20 000. Погибло два генерала: Джордж Баярд и Конрад Джексон. Южане потеряли только 5 377 человек (из них 608 убитыми), причем основная часть потерь пришлась на утренний бой на правом фланге. Погибли два генерала: Макси Грегг и Томас Кобб.
Соотношение потерь наглядно показало несовершенство тактики федеральной армии. Если соотношение потерь на их левом фланге было примерно равным (4 000 южан на 5 000 северян) то соотношение потерь у высот Мари было примерно один к восьми.
Потерпев неудачу, Бернсайд решил повторить наступление в конце декабря, однако согласования отняли время и новый поход, известный как «Грязевой марш» начался только 20 января 1863 года. Это наступление завершится неудачей и приведет к отставке Бернсайда.

### Санитарное обеспечение
Сразу после сражения южане начали переносить своих раненых в полевые госпиталя, размещенные в домах и амбарах. Уже 14 декабря они начали переправлять их по железной дороге в Ричмонд и Шарлоттсвилл. Когда более 800 раненых прибыло в Ричмонд 15 декабря, мэр города вынужден был обратиться к жителям города за помощью: женщины приносили кофе, чай, супы и молоко к железнодорожной станции. Из-за нехватки санитарных повозок пришлось использовать все доступны колесные средства.
Сражение при Фредериксберге стало первым сражением войны, когда санитарная служба Потомакской армии оказалась полностью готовой. Медики воспользовались несколькими днями затишья перед сражением и успели запастись медикаментами и одеялами, которые были размещены в десяти госпиталях в Фалмуте. После сражения возникли трудности с вывозом раненых: открытая местность не позволила сделать это оперативно. Кое-кого успели вывезти на санитарных повозках и носилках, но часть раненых всё равно осталась на поле боя после захода солнца и их вывезли только утром 14 декабря. Ночь была холодной, но не морозной, и точных цифр погибших от переохлаждения нет.
15 декабря все раненые были вывезены за Потомак и размещены в дивизионных госпиталях. Латтерман хотел оставить их там до выздоровления, но Бернсайд готовился к новым манёврам, и настоял, чтобы раненых вывезли в Вашингтон. Транспортировка началась 16 декабря и завершилась 27 декабря. Раненых пришлось перевозить в открытых вагонах на 11 миль, при том, что у них не оказалось даже одеял. Их доставили в Аквила-Крик, где была развёрнута полевая кухня, затем погрузили на пароходы и отправили по воде в Вашингтон. Все путешествие обычно занимало от 16 до 18 часов. Было перевезено около 6 000 человек. Многие потом жаловались на условия перевозки, но мало кто понимал, насколько улучшилась санитарная служба по сравнению с предыдущими сражениями.